# Wilhelm Lutz (Architekt)
Wilhelm Lutz (*  in Mosbach; † 6. März 1883 ebenda) war ein deutscher Architekt und badischer Baubeamter.
Wilhelm Lutz studierte Architektur am Karlsruher Polytechnikum, wo er Schüler von Heinrich Hübsch war. 1858 legte er die Staatsprüfung ab und war dann bei der Großherzoglichen Bezirksbauinspektion in Freiburg tätig. 1871 wurde er zum Bezirksbaumeister in Bruchsal ernannt. 1874 wurde er als erzbischöflicher Bauinspektor Vorstand des neu eingerichteten Erzbischöflichen Bauamts Heidelberg des Erzbistums Freiburg, das 1878 nach Mosbach verlegt wurde. Im November 1882 wurde er in den einstweiligen Ruhestand versetzt.

## Bauten
- 1876: Ausführung der von Adolf Williard entworfenen Kirche St. Bartholomäus in Mauer bei Heidelberg
- 1876–1878: Notkirche St. Laurentius in Mannheim-Neckarstadt
- Restaurierung der Kirche St. Sebastian in Mannheim
- Kapelle in Lengenrieden
- Kirche in Glashofen
- Kirchenerweiterung in Ziegelhausen
- Entwurf für St. Johannes Nepomuk in Eberbach, mit Änderungen ausgeführt von Ludwig Maier